# Catena Aurea
La Catena Aurea (« Chaîne d'or » ou « Chaîne dorée ») est une compilation de commentaires patristiques sur les Évangiles, chapitre après chapitre, verset après verset. Cet écrit est le fruit d'un travail dirigé par Thomas d'Aquin, réalisé entre Paris, Rome et Orvieto, entre 1262 et 1272,. On compte environ 150 manuscrits et une centaine d'éditions imprimées de ce livre. Le titre de l'ouvrage est initialement Expositio continua in quatuor evangelia, c'est-à-dire l'enseignement continu concernant les quatre Évangiles, mais le nom de Catena Aurea, quelquefois appliqué à d'autres textes, s'est imposé vers le XIVè siècle.
L'ouvrage recense approximativement 12 837 citations, qui peuvent être elles-mêmes issues de compilations et d'anthologies préexistantes. Il est notable que cet ouvrage contient des sources non seulement latines, bien en usage à l'époque dans l'Europe occidentale, mais également des sources grecques, dont certains n'avaient jamais été traduites en latin avant cela. Cela peut être mis en lien avec les tentatives de rapprochement entre le patriarcat orthodoxe de Constantinople et le Saint-Siège en 1261.
Le commentaire sur le premier des quatre Évangiles, l'Évangile selon Matthieu, réalisé entre 1262 et 1264, est précédé d'une préface dédicaçant l'ouvrage au pape Urbain IV, qui a commandité ce travail. Le reste, réalisé par la suite, est dédié à Annibale d'Annibaldi.
Le genre de cet ouvrage n'est pas novateur pour l'époque : il existait déjà la Glose ordinaire et d'autres catenae, ainsi que des commentaires sur d'autres livres de la Bible, comme les Psaumes. Martin Morard analyse cependant que la Catena aurea, commandée par le Saint-Siège, montre la volonté du pape de recentrer l'enseignement sur les livres des Évangiles et leur contenu.